# Willebrord Nieuwenhuis
Willebrord Nieuwenhuis (Hillegersberg, 14 januari 1938 – Haarlemmermeer, 22 februari 2006) was een Nederlands journalist voor diverse media, waaronder het televisieprogramma Brandpunt bij de KRO en NRC Handelsblad.

## Levensloop
Nieuwenhuis ging in 1963 in New York wonen, waar hij begon als 'stringer' voor diverse regionale dagbladen en de KRO-radio. In 1968 kwam hij in vaste dienst bij de KRO als correspondent in de VS. Toen de Vietnamoorlog uitbrak, versloeg hij de ontwikkelingen daarin van 1965 tot 1975 voor de Nederlandse kranten en televisie. Hij maakte enkele van die reportages samen met Fons van Westerloo en cameraman Kees Colson. Naar aanleiding van zijn ervaringen als oorlogscorrespondent in Vietnam schreef hij het boek Vietnam, de nooit verdwenen oorlog.
In 1971 vertrok hij naar Rome om correspondent te worden bij het Vaticaan en in het Middellandse Zeegebied voor de KRO. Van 1975 tot 1980 was hij redacteur bij KRO's Brandpunt. Later werkte hij vanaf 1980 voor NRC Handelsblad, waar hij chef van de afdeling Buitenland werd, en diplomatiek redacteur. In 2000 ging hij met de VUT. In 2003 schreef hij het boek Etrusken, dat in datzelfde jaar werd genomineerd voor de Eurekaprijs van NWO. Daarnaast schreef hij de De vuist van Piemonte, over de eenwording van Italië. Zijn laatste boek, over de contrareformatie, was ironisch genoeg, Dichter bij de hemel in Italië, dat postuum verscheen.
Nieuwenhuis was een kritisch, maar overtuigd rooms-katholiek. Hij overleed op 68-jarige leeftijd op Schiphol, vlak voordat hij per vliegtuig naar Venetië zou vertrekken om daar carnaval te vieren, na de voltooiing van het manuscript van Dichter bij de hemel in Italië.
Willebrord Nieuwenhuis was getrouwd en had twee kinderen.